# Dipodomys nitratoides
Dipodomys nitratoides és una espècie de mamífer rosegador de la família dels heteròmids. És endèmica de Califòrnia (Estats Units). S'alimenta de llavors, insectes i, a la primavera, vegetació verda. Els seus hàbitats naturals són els sòls sorrencs o llimosos friables situats en zones amb pocs matolls o cap i plantes herbàcies disperses. Està amenaçada per la fragmentació del seu entorn a causa de l'agricultura, la urbanització, les infraestructures de transport i la invasió d'herbes exòtiques.